# Sal Maldon
La Sal Maldon, o sal de Maldon, és una sal emprada com a condiment, generalment a l'alta cuina. Procedeix de l'estuari del riu Blackwater, en el municipi de Maldon, al comtat de Essex (Anglaterra). Fundada l'any 1882, pertany a la família Osborne des de 1922. La seva elaboració és purament artesanal i laboriosa, emprant mètodes i tècniques tradicionals que ja utilitzaven els romans i els saxons a la mateixa zona. Sol formar uns cristalls suaus en forma d'escates (de vegades se l'anomena sal d'escates per aquesta raó) ideals per utilitzar en els rostits de carn (en sortir de la graella i just abans de servir), en els aperitius i algunes tapes, amb bolets rostits, etc. La grandària dels seus grans és mitjana. El preu d'aquesta sal és bastant major que el de la sal comuna utilitzada a la cuina.

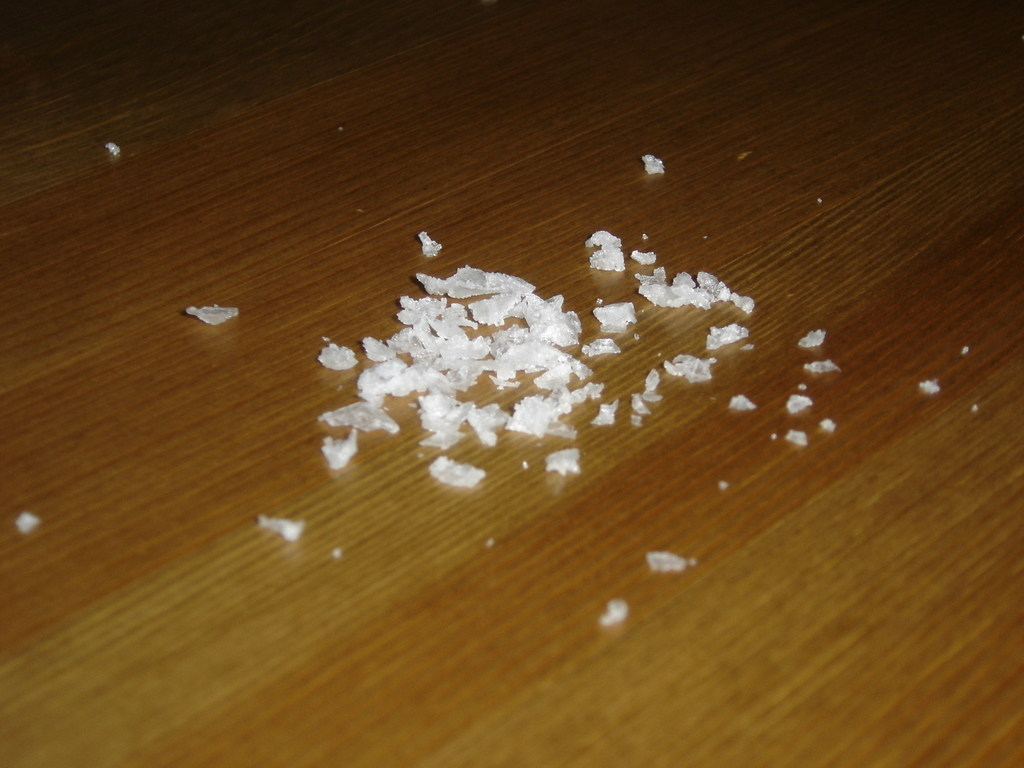
Escates de sal Maldon.

## Elaboració
Durant les èpoques de temps sec, l'herba i la terra dels aiguamolls que voregen l'estuari del riu Blackwater es cobreixen d'una fina capa de sal marina. Les grans marees de primavera inunden els aiguamolls arrossegant cap al riu aigües amb un alt contingut salí, la qual cosa converteix el riu Blackwater al final del seu recorregut en un dels més salats d'Anglaterra. Aquesta aigua, que es bomba des del centre del llit del riu, és l'origen de la sal de Maldon.
Cada dues setmanes, coincidint amb les fases lunars, durant la marea viva s'extreu l'aigua del mar. La salmorra extreta del riu es deixa decantar primer en grans contenidors metàl·lics, on es procedeix al seu filtrat. Després és conduïda fins a les anomenades "paelles d'evaporació", uns grans recipients quadrats de poca altura on s'escalfa la salmorra fins al punt d'ebullició. La cocció augmenta la salinitat mitjançant evaporació de l'aigua, formant-se a poc a poc els cristalls de sal a la superfície. Es manté el bulliment durant 15 o 16 hores, fins a la completa evaporació de l'aigua. El secret de l'empresa familiar, recau en el control del temps i de la temperatura. El procediment és dut a terme per artesans de la sal que la manipulen "a mà". El procés dona lloc a una sal molt pura. Unes escates de sal de forma piramidal, amb una textura cruixent i suau alhora que es desfà en el paladar, deixant un sabor salat amb un toc lleugerament dolç.

## Història
Es tenen documents escrits esmentant la recol·lecció d'aquesta sal des de l'any 1086, època en la qual ja existien en Essex prop de 45 paelles d'evaporació dedicades a l'elaboració d'aquesta sal tan valorada. Avui dia, existeix una única empresa salinera, The Maldon Crystal Salt Co Ltd. Aquesta empresa familiar porta 200 anys dedicada a fabricar sal Maldon. L'empresa actualment exporta sal per tot el món, on abans hi havia 3 "paelles d'evaporació" ara n'hi ha 19, no obstant això, la seva tècnica artesana no ha canviat.

## Consells d'ús
S'aconsella emprar-ne poca quantitat a causa que la seva puresa és superior a la sal de cuina habitual i és preferible que es posi a la fase d'emplatar abans de servir, a causa que perd fàcilment la seva textura. Sol vendre's en els supermercats i en botigues especialitzades en paquets de 125 i 250 g. Per a ús professional hi ha disponibles envasos d'1,5 kg.

## Referència externa
- Maldon company Pàgina oficial de la companyia que distribueix aquesta sal
- Pàgina oficial de la companyia en castellà
- Web d'informació professional d'interès per al sector d'hostaleria, restauració i càtering